# C14H18FNO
化学式C14H18FNO（摩尔质量：235.302 g/mol）可以指：
- Fluorexetamine，PubChem CID：137332183
- 2F-NENDCK，CAS号：2850352-64-4
- 4-二甲氨基-4-(3-氟苯基)环己酮，CAS号：863514-54-9

|  | 这个同类索引页列出了具有相同分子式的化学物（即同分異構體）条目。 除非您是有意链接至本页，否则应将相应条目的内部链接指向正确的条目。 |